# مارسيل ماكنزي
مارسيل ماكنزي (13 مايو 1978 في نيوزيلندا - ) (بالإنجليزية: Marcel McKenzie)‏ هو لاعب كريكت نيوزلندي.

## وصلات خارجية
- مارسيل ماكنزي على موقع إي آس بي آن كريك إنفو (الإنجليزية)